# Winston-Salem Open 2017
Winston-Salem Open 2017 byl profesionální tenisový turnaj pořádaný jako součást mužského okruhu ATP World Tour, který se odehráváal na otevřených dvorcích s tvrdým povrchem DecoTurf v areálu Wake Forest University. Představoval nástupnický turnaj po událostech na Long Islandu a mužské části Connecticut Open. Konal se mezi 20. až 26. srpnem 2017 v americkém Winston-Salemu, ležícím v Severní Karolíně, jako čtyřicátý devátý ročník turnaje.
Turnaj s rozpočtem 748 960 dolarů patřil do kategorie ATP World Tour 250. Jedná se o poslední díl mužské poloviny letní US Open Series 2017, jakožto závěrečné přípravy před čtvrtým grandslamem sezóny US Open 2017.
Nejvýše nasazeným hráčem ve dvouhře se stal čtrnáctý tenista světa Roberto Bautista Agut ze Španělska. Jako poslední přímý účastník do hlavní singlové soutěže nastoupil 100. brazilský hráč žebříčku Thiago Monteiro.
Druhý singlový titul sezóny vybojoval Roberto Bautista Agut. Deblovou část vyhrála nizozemsko-rumunská dvojice Jean-Julien Rojer a Horia Tecău, jejíž členové získali patnáctou společnou trofej.

## Rozdělení bodů a finančních odměn

### Rozdělení bodů
| Soutěž       | vítězové | finalisté | semifinalisté | čtvrtfinalisté | 16 v kole | 32 v kole | 64 v kole | Q | Q2 | Q1 |
| dvouhra (48) | 250      | 150       | 90            | 45             | 20        | 10        | 0         | 5 | 3  | 0  |
| čtyřhra (16) | 250      | 150       | 90            | 45             | 0         | —         | —         | — | —  | —  |

### Finanční odměny
| dvouhra                             | $89 280 | $50 830 | $29 340 | $17 270 | $10 065 | $6 120 | $3 720 |
| čtyřhra                             | $35 150 | $18 470 | $10 000 | $5 730  | $3 350  | —      | —      |
| částka ve čtyřhře je uvedena na pár |         |         |         |         |         |        |        |

## Mužská dvouhra

### Nasazení
| Stát                          | Hráč                  | ATP | Nasazení |
| ----------------------------- | --------------------- | --- | -------- |
| Španělsko                     | Roberto Bautista Agut | 14. | 1.       |
| Španělsko                     | Pablo Carreño Busta   | 17. | 2.       |
| USA                           | John Isner            | 19. | 3.       |
| Jižní Afrika                  | Kevin Anderson        | 27  | 4        |
| Uruguay                       | Pablo Cuevas          | 28. | 5.       |
| USA                           | Steve Johnson         | 36. | 6.       |
| Itálie                        | Paolo Lorenzi         | 37. | 7.       |
| Španělsko                     | Fernando Verdasco     | 40. | 8.       |
| Francie                       | Gilles Simon          | 42. | 9.       |
| Japonsko                      | Júiči Sugita          | 46. | 10.      |
| Srbsko                        | Viktor Troicki        | 47. | 11.      |
| Spojené království            | Aljaž Bedene          | 48. | 12.      |
| Jižní Korea                   | Čong Hjon             | 49. | 13.      |
| Chorvatsko                    | Borna Ćorić           | 50. | 14.      |
| Rusko                         | Daniil Medveděv       | 51. | 15.      |
| Česko                         | Jiří Veselý           | 52. | 16.      |
| Portugalsko                   | João Sousa            | 54. | 17.      |
| Žebříček ATP k 14. srpnu 2017 |                       |     |          |

### Jiné formy účasti
Následující hráči obdrželi divokou kartu do hlavní soutěže:
- Petros Chrysochos
- Borna Ćorić
- Taylor Fritz
- Ernests Gulbis

Následující hráči postoupili z kvalifikace:
- Alex Bolt
- Rogério Dutra da Silva
- Kyle Edmund
- Márton Fucsovics

Následující hráč postoupil z kvalifikace jako tzv. šťastný poražený:
- Jonathan Eysseric
- Dominik Koepfer[1]

### Odhlášení
před zahájením turnaje
- Kevin Anderson → nahradil jej  Dominik Koepfer
- Nikoloz Basilašvili → nahradil jej  Thiago Monteiro
- Thomaz Bellucci → nahradil jej  Dmitrij Tursunov
- Ryan Harrison → nahradil jej  Thomas Fabbiano
- Nicolas Mahut → nahradil jej  Andreas Seppi
- Sam Querrey → nahradil jej  Andrej Rubljov
- Diego Schwartzman → nahradil jej  Norbert Gombos
- Dmitrij Tursunov → nahradil jej  Jonathan Eysseric

v průběhu turnaje
- Michail Južnyj

### Skrečování
- Jiří Veselý

## Mužská čtyřhra

### Nasazení
| Stát                                                                     | Hráč              | Stát       | Hráč           | ATP | Nasazení |
| ------------------------------------------------------------------------ | ----------------- | ---------- | -------------- | --- | -------- |
| Nizozemsko                                                               | Jean-Julien Rojer | Rumunsko   | Horia Tecău    | 49. | 2.       |
| Chorvatsko                                                               | Mate Pavić        | Srbsko     | Nenad Zimonjić | 57. | 3.       |
| USA                                                                      | Brian Baker       | Chorvatsko | Nikola Mektić  | 66. | 4.       |
| USA                                                                      | Eric Butorac      | USA        | Scott Lipsky   | 86. | 4.       |
| Žebříček ATP k 14. srpnu 2017; číslo je součtem umístění obou členů páru |                   |            |                |     |          |

### Jiné formy účasti
Následující páry obdržely divokou kartu do hlavní soutěže:
- Skander Mansouri /  Christian Seraphim
- Leander Paes /  Purav Raja

Následující pár nastoupil do čtyřhry z pozice náhradníka:
- Andrés Molteni /  Adil Shamasdin

### Odhlášení
před zahájením turnaje
- Juan Sebastián Cabal

## Přehled finále

### Mužská dvouhra
- Roberto Bautista Agut vs.  Damir Džumhur, 6–4, 6–4

### Mužská čtyřhra
- Jean-Julien Rojer /  Horia Tecău vs.  Julio Peralta /  Horacio Zeballos, 6–3, 6–4